# Astrapia mayeri
El ave del paraíso cuelgacintas o astrapia de cola de cinta (Astrapia mayeri) es una especie de ave paseriforme de la familia Paradisaeidae. Posee una cola más larga que todo su cuerpo, que si no fuera por ella no tendría 120 cm de longitud, porque su cuerpo solo mide 32 cm. Los jóvenes no poseen la cola larga de los adultos hasta después de la primera muda.

## Distribución geográfica
Es endémico de Nueva Guinea (Papúa Nueva Guinea), encontrándose en la Cordillera Central, desde el río Strickland hasta los montes Hagen y Giluwe, ubicados a alrededor de 130 km al oeste.

## Conservación
De acuerdo con el Libro Rojo de Especies Amenazadas de la UICN, es una especie casi amenazada debido a su caza por las plumas de su cola y la deforestación de los bosque. Además causa preocupación su hibridación con la ave del paraíso de Estefanía (A. stephaniae) en el extremo este de su área de distribución.